# مجلس الوزراء الكويتي (نوفمبر 2011)
مجلس الوزراء الكويتي (ديسمبر 2011) أو الحكومة الكويتية ال29 أو حكومة جابر المبارك الأولى هي الوزارة رقم 29 في تاريخ دولة الكويت منذ الاستقلال عام 1961، تشكّلت في تاريخ 13 ديسمبر 2011 , برئاسة الشيخ جابر المبارك الحمد الصباح بموجب المرسوم 446 بتشكيل الوزارة , واستقالت الحكومة بتاريخ 5 فبراير 2012 بعد الأنتخابات البرلمانية عملا بالدستور والذي ينص على تشكيل حكومة جديدة بعد الأنتخابات البرلمانية حيث أصدر الشيخ صباح الأحمد الجابر الصباح أمير الكويت أمر أميري بقبول الشيخ جابر المبارك الحمد الصباح رئيس مجلس الوزراء والوزراء وأستمرار كل منهم في تصريف العاجل من شؤون منصبه حتى تشكيل الحكومة الجديدة. 

## أعضاء مجلس الوزراء
| الأسم                           | المنصب                                                                                 |
| ------------------------------- | -------------------------------------------------------------------------------------- |
| الشيخ جابر المبارك الحمد الصباح | رئيس مجلس الوزراء                                                                      |
| الشيخ أحمد الحمود الجابر الصباح | نائب رئيس مجلس الوزراء وزير الدفاع وزير الداخلية                                       |
| الشيخ صباح الخالد الحمد الصباح  | نائب رئيس مجلس الوزراء وزير الخارجية وزير الدولة لشؤون مجلس الوزراء                    |
| مصطفى جاسم الشمالي              | وزير المالية وزير الصحة                                                                |
| فاضل صفر علي                    | وزير الأشغال العامة ووزير الدولة لشؤون البلدية                                         |
| الدكتور محمد محسن البصيري       | وزير النفط ووزير الدولة لشؤون مجلس الأمة                                               |
| الدكتور أحمد عبدالمحسن المليفي  | وزير العدل وزير التربية وزير التعليم العالي                                            |
| أماني خالد بورسلي               | وزير التجارة والصناعة وزير الدولة لشؤون التخطيط والتنمية                               |
| سالم مثيب الأذينة               | وزير الكهرباء والماء وزير المواصلات                                                    |
| محمد عباس النومس                | وزير الشؤون الاجتماعية والعمل وزير الأوقاف والشؤون الإسلامية وزير الدولة لشؤون الإسكان |
| الشيخ حمد جابر العلي الصباح     | وزير الإعلام                                                                           |